# Вуппер
Ву́ппер (Виппер; нем. Wupper, Wipper) — река в земле Северный Рейн-Вестфалия (Германия), правый приток Рейна. Длина — около 115 км.
Исток находится недалеко от Мариенхайде (запад Зауэрланда); устье — около Леверкузена, к югу от Дюссельдорфа. Расход воды в устье оценивается в 17 м³/с. Высота устья — 37 м над уровнем моря.

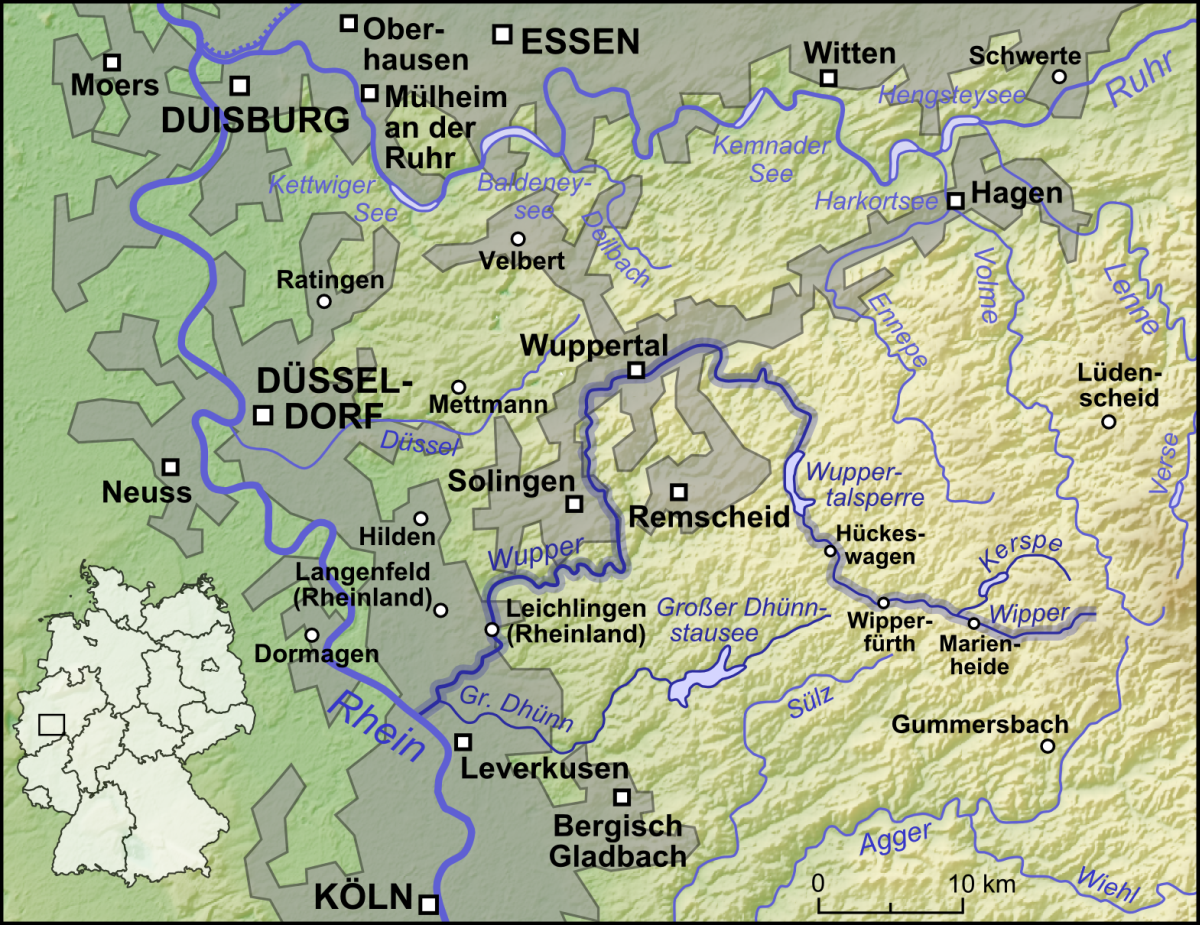
Карта реки

На берегах реки находится город Вупперталь, в котором большая часть Вуппертальской подвесной дороги (около 10 км) проходит над рекой.
На территории бассейна реки площадью 815 км² живет около 900 тыс. человек.
Реку пересекает самый высокий в стране железнодорожный мост — Мюнгстенский мост. Недалеко от этого моста находится замок Бург.

## Исторические сведения

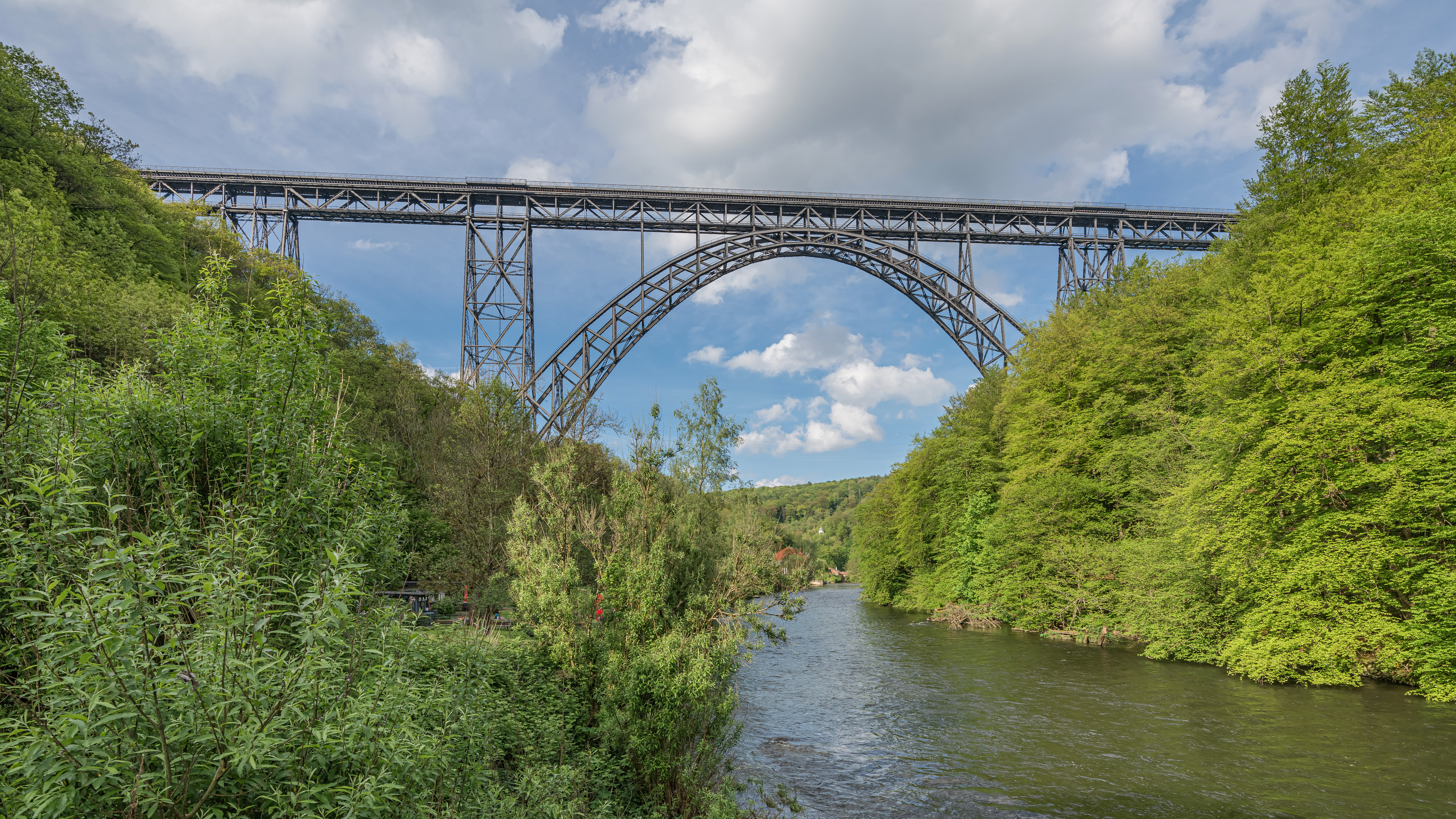
Мюнгстенский мост через Вуппер поблизости Золингена.

Исторически вдоль реки было расположено множество производств, использующих энергию реки, например, водяные кузницы, шлифовальные машины.
На реке имеется несколько плотин, например, рядом с Хюккесвагеном находятся плотины, служащие для регулирования расхода и борьбы с наводнениями: Wupper Dam (иногда называют Wuppertal dam, 25,6 млн м³), Bever Dam.
Температура воды летом — 13-18 °C, зимой — 3-6 °C.
В 1950 году, во время рекламной поездки по Вуппертальской подвесной дороге, слониха Туффи вырвалась из вагона и упала в реку.